# Nyctibatrachus sylvaticus
Espèce
Statut de conservation UICN

 DD  : Données insuffisantes
Nyctibatrachus sylvaticus est une espèce d'amphibiens de la famille des Nyctibatrachidae.

## Répartition
Cette espèce est endémique de l'État du Karnataka en Inde. Elle se rencontre à environ 400 m d'altitude dans les Ghâts occidentaux. Aucune population sauvage n'est actuellement connue,.

## Publication originale
- Rao, 1937 : On some new forms of Batrachia from south India. Proceedings of the Indian Academy of Sciences, ser. B, vol. 6, p. 387-427.